# Joy Ryan
Joy Ryan (* um 1950 in County Cork in Irland) ist eine irische Filmproduzentin und Filmschauspielerin, die 1996 für einen Oscar nominiert war.

## Leben

### Privates
Joy Ryan wurde im County Cork in Irland geboren, wo sie auch aufgewachsen ist. Über ihren Werdegang vor ihrer Karriere beim Film ist nichts bekannt. Sie ist die Mutter des Schauspielers Ryan Alosio (* 1973) und des Regisseurs Gregory Alosio.

### Berufliches
Ryan machte erstmals 1984 in der täglichen amerikanischen Seifenoper California Clan auf sich aufmerksam. Dort war sie in einer kleineren Rolle besetzt. Zwei Jahre später war sie als Cheri in der Fernsehserie MacGyver in der Folge The Assassin (deutscher Titel Ein Killer mit tausend Gesichtern) zu sehen. Im Jahr darauf spielte sie in der Science-Fiction-Komödie Viel Ärger um Dick wiederum in einer kleineren Rolle mit. Thema des Films ist der von Tom Villard gespielte Sci-Fi-Autor Dick, der unter einer Schreibblockade leidet.
Bei dem Kurzfilm Without a Pass war Ryan erstmals eine der Produzentinnen in einem zehnköpfigen Team. Der Film handelt von einem Jazzsaxophonisten, der nach 25 Jahren aus seinem selbst auferlegten Exil in seine Heimat zurückkehrt und feststellt, dass Rassismus nach wie vor ein Problem darstellt. Ryan war im Anschluss daran für weitere Produktionen im Einsatz, überwiegend fürs Fernsehen. Für den Kurzfilm Tuesday Morning Ride, den sie gemeinsam mit Peter Geiger und Dianne Houston produzierte, erhielt sie 1996 gemeinsam mit Houston eine Oscarnominierung. Der Film, der auf einer Kurzgeschichte von Arna Bontemps basiert, zeigt ein altes Ehepaar, das stark gehandicapt ist, keinen Sinn mehr in seinem Leben sieht und beschließt, mit dem Auto eine letzte Fahrt zu unternehmen, – ohne Rückkehr. Der Oscar ging jedoch an Christine Lahti und Jana Sue Memel und den etwas anderen Liebesfilm Lieberman in Love. Den 1999 erschienenen Kurzfilm Choose Life produzierte Ryan zusammen mit ihrem Sohn Gregory Alosio und drei weiteren Produzenten.  

## Filmografie (Auswahl)
– Schauspielerin –
- 1984: California Clan (Fernsehserie)
- 1984: Divorce Court (Fernsehserie)
- 1986: MacGyver (Fernsehserie, Folge The Assassin)
- 1987: Viel Ärger um Dick (The Trouble with Dick)
- 2016: The LIG Show (Fernsehserie)

– Produzentin –
- 1991: Without a Pass
- 1991: Session Man (Kurzfilm)
- 1992: The Washing Machine Man (Fernsehfilm)
- 1992: Fifteenth Phase of the Moon (Fernseh-Kurzfilm)
- 1993: Another Round (Fernseh-Kurzfilm)
- 1994: Night Driving (Fernsehfilm)
- 1994: Texan (Fernsehfilm)
- 1994: Blue Chicago Blues (Videospiel)
- 1995: Der Tod hinter der Maske (Down Came a Blackbird, Fernsehfilm)
- 1995: Tuesday Morning Ride (Kurzfilm)
- 1995: Present Tense, Past Perfect (Fernsehfilm)
- 1996: Peacock Blues (Fernsehfilm)
- 1999: Choose Life (Kurzfilm)

## Auszeichnung
Academy Awards, USA 1996
- Oscarnominierung gemeinsam mit Dianne Houston für und mit dem Film Tuesday Morning Ride in der Kategorie „Bester Kurzfilm“